# Polyodontes australiensis
Polyodontes australiensis är en ringmaskart som först beskrevs av McIntosh 1885.  Polyodontes australiensis ingår i släktet Polyodontes och familjen Acoetidae. Inga underarter finns listade i Catalogue of Life.